# Bess Meredyth
Bess Meredyth, née Helen Elizabeth MacGlashen, le 12 février 1890 à Buffalo (New York) aux États-Unis, est une actrice américaine du cinéma muet et des premiers films sonores. Elle est également une célèbre scénariste et fait partie des 36 fondateurs de l'Academy of Motion Picture Arts and Sciences. Elle meurt le 13 juillet 1969 à Woodland Hills, Los Angeles.

## Biographie
Bess Meredyth commence à écrire, dès son plus jeune âge. Son père est le directeur d'un théâtre local et elle étudie le piano tout au long de son enfance. Encouragée par son professeur d'anglais, elle persévère dans l'écriture de fiction. À l'âge de 13 ans, elle contacte l'éditeur du journal local, afin d'écrire une chronique de fiction. Chaque histoire qu'elle écrit pour le journal, lui rapporte un dollar, ce qui en fait son premier travail rémunéré en tant qu'écrivain. Meredyth commence sa carrière dans le show-business vaudeville, en tant que comédienne. Le plus souvent, elle chante ou interprète des monologues tout en s'accompagnant au piano, ce qu'elle appelle « pianologue ».
Elle commence sa carrière à l'écran, en faisant des extras aux Biograph Studios (en) de D. W. Griffith, à New York, avant de déménager à Los Angeles, en 1911.
Bess Meredyth travaille comme actrice pendant cinq ans, arrondissant ses revenus par l'écriture de scénarios. Bien que la plupart de ses emplois soient des extras, son rôle le plus important, alors, était le personnage principal, dans la série de films Bess the Detectress, en 1914,.
Bess Meredyth se marie une première fois, à la suite d'un pari après un match de football dans son lycée, avec Burton Leslie. Le mariage est annulé. Lucas, le fils de Bess, écrira plus tard qu'il s'agit « peut-être du mariage le plus court de l'histoire ».
Elle rencontre Wilfred Lucas, en 1911, qui l'encourage a poursuivre sa carrière d'actrice. L'année suivante, ils travaillent tous les deux sur le film A Sailor's Heart (en), première de nombreuses collaborations artistiques. On leur donne finalement leur propre unité de production chez Universal Studios, dans laquelle ils produisent, en 1914, The Trey o' Hearts (en). Ils se marient en 1917 et ont un enfant ensemble, John Meredyth Lucas, qui deviendra écrivain. En 1918, Meredyth et Lucas se rendent en Australie, pour travailler avec le sportif australien Snowy Baker. Ils font trois films ensemble, The Man from Kangaroo (en), The Jackeroo of Coolabong (en) et The Shadow of Lightning Ridge (en). Bess Meredyth co-dirige les deux premiers films. Le couple divorce en 1927.
Bess Meredyth et le réalisateur Michael Curtiz se rencontrent aux studios Warner Bros.. Ils se marient en 1929 et essaient, en vain, de lancer une unité de production dans les studios Metro-Goldwyn-Mayer, en 1946. Ils se séparent à deux reprises : la première fois en 1941 et la seconde en 1960 : cependant, ils restent en contact, à la suite de cette séparation.
Tout au long de son travail pour les studios MGM, Bess Meredyth travaille principalement sous les ordres d'Irving Thalberg. À sa mort en 1936, les nouveaux dirigeants de la MGM résilient le contrat de Bess Meredyth. Plutôt que de devenir scénariste junior, elle décide de prendre sa retraite. Malgré cette annonce, elle participe à trois films : Le Signe de Zorro, Une nuit à Rio et Le crime était presque parfait.
Bess Meredyth meurt le 13 juillet 1969 à Woodland Hills, Los Angeles. Elle est enterrée au cimetière Forest Lawn Memorial Park de Glendale (Californie).

## Filmographie
La filmographie de Bess Meredyth, comprend les films suivants  :
- 1910 : The Modern Prodigal
- 1912 : A Sailor's Heart (en)
- 1913 : Cross Purposes
- 1913 : The Gratitude of Wanda
- 1913 : The Mystery of Yellow Aster Mine
- 1914 : As the Crow Flies
- 1914 : Cupid Incognito
- 1914 : Dead Reckoning
- 1914 : Flower of the Flames
- 1914 : Her Twin Brother
- 1914 : Passing the Love of Woman
- 1914 : Stalemate
- 1914 : Steel Ribbons
- 1914 : The Countess Betty's Mine
- 1914 : The Crack o' Doom
- 1914 : The First Law
- 1914 : The Jaws of Death
- 1914 : The Love Victorious
- 1914 : The Mirage
- 1914 : The Mock Rose
- 1914 : The Mystery of Wickham Hall
- 1914 : The Painted Hills
- 1914 : The Sea Venture
- 1914 : The Severed Hand
- 1914 : The Sunset Tide
- 1914 : The Voice of the Viola
- 1914 : The Way of a Woman
- 1914 : When Bess Got in Wrong
- 1914 : White Water
- 1914 : Women and Roses
- 1914 : The Forbidden Room
- 1914 : The Trey o' Hearts (en)
- 1915 : A Woman's Debt
- 1915 : In His Mind's Eye
- 1915 : Putting One Over
- 1915 : The Blood of the Children
- 1915 : The Fear Within
- 1915 : The Ghost Wagon
- 1915 : The Human Menace
- 1915 : The Last Trump
- 1915 : The Mother Instinct
- 1915 : The Mystery Woman
- 1915 : Their Hour
- 1915 : Wheels Within Wheels
- 1915 : When Lizzie Got Her Polish
- 1915 : Stronger Than Death (en)
- 1915 : The Fascination of the Fleur de Lis (en)
- 1916 : A Hero by Prox
- 1916 : A Price on His Head
- 1916 : A Thousand Dollars a Week
- 1916 : Borrowed Plumes
- 1916 : Breaking Into Society
- 1916 : Cross Purposes
- 1916 : Fame at Last
- 1916 : From the Rogue's Gallery
- 1916 : He Almost Lands an Angel
- 1916 : He Becomes a Cop
- 1916 : Hired and Fired
- 1916 : It Sounded Like a Kiss
- 1916 : Mismates
- 1916 : Number 16 Martin Place
- 1916 : Pass the Prunes
- 1916 : Pretty Baby
- 1916 : Spellbound
- 1916 : The Decoy
- 1916 : The Heart of a Show Girl
- 1916 : The Small Magnetic Hand
- 1916 : The Sody Clerk
- 1916 : The Twin Triangle
- 1916 : The White Turkey
- 1916 : The Wedding Guest (en)
- 1917 : A Five Foot Ruler
- 1917 : A Macaroni Sleuth
- 1917 : A Million in Sight
- 1917 : A Wife's Suspicion
- 1917 : Bringing Home Father
- 1917 : His Wife's Relatives
- 1917 : La dette
- 1917 : La petite réfugiée
- 1917 : One Thousand Miles an Hour
- 1917 : Practice What You Preach
- 1917 : Scandal
- 1917 : The Girl Who Lost
- 1917 : The Light of Love
- 1917 : The Midnight Man
- 1917 : The Townsend Divorce Case
- 1917 : Three Women of France
- 1917 : Treat 'Em Rough de Louis Chaudet
- 1917 : Why, Uncle!
- 1917 : La Dette (Pay Me!)
- 1918 : Le Retour du cœur
- 1918 : Le Roman de Tarzan
- 1918 : Morgan's Raiders
- 1918 : Pretty Babies
- 1918 : The Grain of Dust
- 1918 : The Man Who Wouldn't Tell
- 1918 : That Devil, Bateese (en)
- 1919 : The Big Little Person
- 1919 : Girl from Nowhere
- 1920 : The Jackeroo of Coolabong (en)
- 1920 : The Man from Kangaroo (en)
- 1921 : The Fighting Breed (en)
- 1921 : The Grim Comedian
- 1921 : The Shadow of Lightning Ridge (en)
- 1922 : Grand Larceny
- 1922 : One Clear Call
- 1922 : The Song of Life (en)
- 1922 : Rose o' the Sea (en)
- 1922 : La femme qu'il épousa (en)
- 1923 : L'automne de la vie
- 1923 : Les étrangers de la nuit
- 1924 :  Thy Name Is Woman
- 1924 : Guerrita
- 1924 : The Red Lily
- 1925 : L'inutile sacrifice
- 1925 : The Love Hour de Herman C. Raymaker
- 1925 : Ben-Hur
- 1925 : Une femme sans mari
- 1926 : Don Juan
- 1926 : Jim le harponneur (The Sea Beast) de Millard Webb
- 1927 : Irish Hearts (en)
- 1927 : Rose of the Golden West
- 1927 : Le Roman de Manon
- 1927 : La Flamme d'amour (The Magic Flame) de Henry King
- 1928 : Sailors' Wives (en)
- 1928 : The Little Shepherd of Kingdom Come
- 1928 : Intrigues
- 1928 : La Belle Ténébreuse
- 1928 : The Yellow Lily
- 1928 : The Scarlet Lady (en)
- 1929 : Wonder of Women
- 1930 : Cœurs impatients
- 1930 : Romance
- 1930 : Chasing Rainbows
- 1930 : Adieu Madrid (en)
- 1930 : Le Démon de la mer
- 1931 : West of Broadway
- 1931 : La Pécheresse
- 1931 : The Phantom of Paris
- 1931 : Rumba chanson des îles (en)
- 1931 : The Prodigal
- 1932 : Polly of the Circus
- 1932 : Strange Interlude de Robert Z. Leonard
- 1932 : La Femme aux cheveux rouges de Jack Conway
- 1933 : Looking Forward
- 1934 : Les Amours de Cellini
- 1934 : The Iron Duke de Victor Saville
- 1934 : Le Grand Barnum (The Mighty Barnum) de Walter Lang
- 1935 : Le Roman d'un chanteur
- 1935 : Folies Bergère de Paris
- 1936 : Charlie Chan à l'Opéra
- 1936 : Sous deux drapeaux
- 1936 : Half Angel
- 1937 : The Great Hospital Mystery (en)
- 1939 : Susannah
- 1939 : Sur la piste des Mohawks de John Ford
- 1940 : Le Signe de Zorro de Rouben Mamoulian
- 1941 : Une nuit à Rio d'Irving Cummings
- 1947 : Le crime était presque parfait de Michael Curtiz
- 1974 : Le Signe de Zorro (adaptation - non créditée)

## Source de la traduction
- (en) Cet article est partiellement ou en totalité issu de l’article de Wikipédia en anglais intitulé « Bess Meredyth » (voir la liste des auteurs).